# Stich Peak
Stich Peak är en bergstopp i Antarktis. Den ligger i Västantarktis. Inget land gör anspråk på området. Toppen på Stich Peak är 2 305 meter över havet.
Terrängen runt Stich Peak är varierad. Trakten är obefolkad. Det finns inga samhällen i närheten. 